# Inopsis sylla
Inopsis sylla är en fjärilsart som beskrevs av Druce 1885. Inopsis sylla ingår i släktet Inopsis och familjen björnspinnare. Inga underarter finns listade i Catalogue of Life.